# Kenneth Wiesner
Pour les articles homonymes, voir Wiesner.
Kenneth George « Ken » Wiesner  (né le 17 février 1925 à Milwaukee et mort le 20 mars 2019 a Minocqua) est un athlète américain, spécialiste du saut en hauteur.

## Carrière
Étudiant à l'Université Marquette de Milwaukee, Ken Wiesner remporte trois titres NCAA en plein air en 1944, 1945 et 1946. Il s'impose par ailleurs lors des championnats de l'AAU en salle en 1945. 
Sélectionné pour les Jeux olympiques de 1952, à Helsinki, il remporte la médaille d'argent du saut en hauteur en effaçant une barre à 2,01 m à son premier essai, s'inclinant finalement face à son compatriote Buddy Davis  (2,04 m). L'année suivante, il améliore à deux reprises le record du monde en salle de la discipline en franchissant successivement 2,08 m et 2,10 m.

### Palmarès
| Date | Compétition     | Lieu     | Résultat | Marque |
| ---- | --------------- | -------- | -------- | ------ |
| 1952 | Jeux olympiques | Helsinki | 2e       | 2,01 m |

### Records
| Épreuve          | Performance | Lieu    | Date         |
| ---------------- | ----------- | ------- | ------------ |
| Saut à la perche | 2,10 m      | Chicago | 28 mars 1953 |